# Douglas Meakin
 (septembre 2023).
Le contenu est difficilement compréhensible vu les erreurs de traduction, qui sont peut-être dues à l'utilisation d'un logiciel de traduction automatique.
Douglas Meakin, à l'anagraphe Albert Douglas Meakin, né à Liverpool le 17 mars 1945, est un chanteur, guitariste et compositeur britannique.

## Biographie
Camarade d'école de Ringo Starr, entre 1966 et 1970, il fait partie du groupe beat The Motowns, avec lequel il réalise deux albums à 33 tours et dix 45 tours. The Motowns - groupe beat de Liverpool qui s'installa en Italie et qui comprenaient Meakin, Dave Sumner, Lally Stott, Michael Brill et Mike Logan - sont devenus célèbres en Italie pour la chanson Prendi la chitarra e vai,.

### Cinéma et musique avecThe Motowns
Leur musique a été utilisée dans la bande sonore de plusieurs films: L'immensità (La ragazza del Paip's), (1967), avec Don Backy et Patty Pravo, dirigé par Oscar De Fina; le "musicarello" Soldati e capelloni (it) (1967), réalisé par Ettore Maria Fizzarotti, tourné presque entièrement au Piper Club; Toby Dammit, troisième segment du film collectif Histoires extraordinaires, de Federico Fellini, avec Terence Stamp, Salvo Randone et Milena Vukotic et la musique de Nino Rota. Au film Le plus beau couple du monde de Camillo Mastrocinque, (1967) dans lequel ont participé les groupes musicals The Motowns, I Camaleonti et Dik Dik. Dans sa deuxième formation, mais toujours avec Douglas Meakin comme voix soliste, The Motowns ont participé au thriller Quatre Mouches de velours gris de Dario Argento (1971), avec musique d'Ennio Morricone.
Ce groupe a sorti en 1967 un album en 33 tours, entièrement en langue italienne et remporta le Cantagiro 1969 (it), dans la sexion C, dédié aux ensembles musicaux.

### Douglas Meakin en France et en Italie
Après la dissolution du groupe, Albert Douglas se proposa comme guitariste et chanteur et il collabora, entre autres, avec Ennio Morricone, The Primitives, Raffaella Carrà, Renato Zero, Claudio Simonetti, Riccardo Cocciante, Lucio Dalla. Il a aussi composé et chanté des chansons pour les bandes sonores des fictions et des films, en les signant comme Doug Meakin, Dougie Meakin, Sir Albert Douglas.
En 1979, il a composé avec le guitariste Mike Fraser et l'arrangeur musical Aldo Tamborelli la chanson Tarzan Tarzan pour Elisabetta Viviani. En 1980 il a fondé, avec Mike Fraser, le groupe Superobots (connus aussi comme Rocking Horse et Superband). Il a fondé ou a été membre d'autres groupes : Crazy Gang, Easy Going, Tortuga, Traks.
Douglas Meakin a donné sa voix pour les chœurs de All'età della pietra/Superobot 28 (1984) interprété par Sara Kappa, pour les sigles I-Zenborg/Megaloman (1981) et pour les sigles de l'Anime Ginguiser (1977).
En 1983 il a composé In The Middle of All that trouble again, utilisée comme musique des titres pour le film Quand faut y aller, faut y aller, avec Terence Hill et Bud Spencer. Il a chanté Head over heels, dans le film Aenigma de Lucio Fulci (1987).

## Discographie

### Albums studio
- 1967 : Sì, proprio i Motowns (RCA Italiana, serie Special S-14)
- 1971 : I Motowns (Cinevox MDF 33148)

### 45 Tours
- 1966 : Prendi la chitarra e vai/Per quanto io ci provi (RCA Italiana)
- 1967 : Prendi la chitarra e vai/Una come lei (RCA Italiana)
- 1967 : Sagamafina/Mr. Jones (RCA Italiana)
- 1968 : Dentro la fontana/In un villaggio (Durium)
- 1968 : Fuoco/In the Morning (Durium)
- 1969 : Dai vieni giù/ (lato B: autre artiste - ed. juke box (Durium)
- 1969 : Sogno, Sogno, Sogno/Hello To Mary (Durium)
- 1970 : Na Na Hey Hey Kiss Him Goodbye/In the Morning (Durium)
- 1970 : Lassù/Sai forse ti amerò (Carosello)
- 1970 : Una moglie/Un corpo per l'amore (dans la musique de scène du film Mia moglie, un corpo per l'amore (it) de Mario Imperoli, 1972, (Cinevox)
- 1971 : Back to my baby/Wings of a bird (Cinevox MDF 026)
- 1971 : I want to die/Back to my baby (Cinevox MDF 028)
- 1972 : Fire (Durium)

### AvecSuperobots

#### 45 Tours
- 1979 : Guerre Fra Galassie, en Superobots/Ken Falco (RCA)
- 1981 : Superobots-Blue Noah, en I Cavalieri Del Re/Superobots - La Spada Di King Arthur/Blue Noah (RCA, RCA Original Cast)
- 1981 : Rocking Horse Mysha, en Superobots – Supercar Gattiger (RCA Original Cast)

### Soliste, cœur

#### Albums studio
- 1976-1977 : 10 Succéss to Chuck Berry (Sir Albert Douglas) (Trema et Honeybee)
- 1976 : Wild Rockin'/Strings, Licks & Things
- 1978-1979 : I'm Just A Rock 'n Roller (Sir Albert Douglas) (Sonopresse et Bellaphon)
- 1980 : Les folles années du rock (Sir Albert Douglas)

#### 45 Tours
- 1974 - Do You Remember? (D. Meakin) (Delta France et Lark)
- 1974 : Every Day / Gimme Money (Sir Albert Douglas) (Ariston)
- 1974 : I'm Just a Rock'N'Roller/The Road Is Long (Sir Albert Douglas) (RCA Victor)
- 1974 : If You Ever Change Your Mind/Juke Box (Sir Albert Douglas) (Lark)
- 1977 : Blue Suede Shoes/Johnny Be Goode (Sir Albert Douglas) (Trema)
- 1978 : Stagger Lee/Happy Song (Sir Albert Douglas) (Delta, Bellaphon, Odeon, Lark)
- 1981 : Fantaman/La forza del bene
- 1982 : We Are The Best/Giulietta e Romeo (musique Detto Mariano)
- 1983 : avec Pino Donaggio Via degli specchi (CAM TV)
- 1986 : Come And Go/Walitin On The Ed

### Compilations
- 1984 :  D.J. Rap en Groove Tonite (Music-Box)
- 1997 : Attenti Al Lupo, en 15 Anni Di Radio Italia (EMI)
- 2014 : Cobra en Speciale (Per Noi Che Eravamo) Ragazzi (Siglandia)